# Mr. Excitement!
Mr. Excitement! est une compilation et triple-album, à titre posthume, du chanteur de blues et soul américain Jackie Wilson, sorti en novembre 1992, sous le label Rhino Records.
L'album comprend 72 titres au total ; en 2003, il est classé 235e au Rolling Stone's 500 Greatest Albums of All Time comme l'un des 500 meilleurs albums de tous les temps.

## Détails de l'album
Le nom de Mr. Excitement reprend le surnom habituel de Jackie Wilson. Il sort fin-1992, soit huit ans après le décès de Wilson.
L'album contient 3 disques, de couvertures différentes, notés Disc one, two et three et comprenant chacun 24 titres de Jackie Wilson, reprenant son entière carrière de chanteur, de 1956 au milieu des années 1970, c'est-à-dire jusqu'à son arrêt brutal de sa carrière en 1975, lors de son attaque cardiaque. Plusieurs compilations sortent après sa mort en 1984.
La compilation incluent ses œuvres à ses débuts en tant que membre et chanteur principal de Billy Ward and His Dominoes (dans le dique 1), puis petit à petit, ses œuvres en solo dont ses quelques singles à succès Reet Petite, Lonely Teardrops, He Have Love, That's Why (I Love You So), Baby Workout ou encore (Your Love Keeps Lifting Me) Higher and Higher (disques 1, 2 et 3). Toutes ses chansons en solo en revanche sorties sous le label Brunswick Records.
Plusieurs autres chansons non-sorties en singles, mais ses nombreux albums sorts en son vivant desquelles elles ont été tirées, figurent dans cette grande compilation, comme celles des albums He's So Fine (premier album solo de Wilson), Lonely Teardrops, So Much, A Woman, A Lover, A Friend, Higher and Higher, I Get The Sweetest Feeling, You Got Me Walking ou bien Beautiful Day.
Wilson fut l'un des plus grands artistes R&B de son époque en étant inclus dans les charts 50 fois au total.

## Liste des titres
| 1.  | Saint Louis Blues (W.C. Handy)                                   | single de Billy Ward & The Dominoes, Jackie au chant principal |      |
| 2.  | St. Therese of the Roses (Remus Harris / Arthur Strauss)         | single de Billy Ward & The Dominoes, Jackie au chant principal |      |
| 3.  | Reet Petite (Tyran Carlo / Berry Gordy, Jr.)                     | single de l'album He's So Fine                                 | 2:45 |
| 4.  | By the Light of the Silvery Moon (Gus Edwards / Edward Madden)   | single du single Reet Petite                                   |      |
| 5.  | Danny Boy (Frederick Edward Weatherly)                           | single de l'album He's So Fine                                 |      |
| 6.  | Right Now! (Dick Wolf / Randy Starr)                             | chanson de l'album He's So Fine                                |      |
| 7.  | I'm Wanderin' (Tyran Carlo / Berry Gordy, Jr.)                   | single de l'album Lonely Teardrops                             |      |
| 8.  | We Have Love (Tryan Carlo / Berry Gordy, Jr.)                    | single de l'album Lonely Teardrops                             |      |
| 9.  | Singing a Song (Frank Wilson / Jackie Wilson)                    | chanson de l'album Lonely Teardrops                            |      |
| 10. | To Be Loved (Berry Gordy, Jr. / Tyran Carlo)                     | single de l'album He's So Fine                                 | 2:29 |
| 11. | Lonely Teardrops (Gwen Fuqua / Berry Gordy, Jr. / Tyran Carlo)   | single de l'album Lonely Teardrops                             | 2:50 |
| 12. | I'll Be Satisfied (Tyran Carlo / Berry Gordy, Jr.))              | single de l'album Lonely Teardrops                             |      |
| 13. | You Better Know It (Jackie Wilson)                               | du single Lonely Teardrops et de l'album Lonely Teardrops      |      |
| 14. | Talk That Talk (Sidney Wyche)                                    | single de l'album So Much                                      |      |
| 15. | Only You, Only Me (Steve Davis / Ted Murray)                     | chanson de l'album A Woman, A Lover, A Friend                  |      |
| 16. | Hush-A-Bye (Winfield Scott / Lionel Belasco)                     | chanson de l'album Lonely Teardrops                            |      |
| 17. | That's Why (I Love You So) (Tyran Carlo / Berry Gordy, Jr.)      | single de l'album Lonely Teardrops                             |      |
| 18. | I Know I'll Always Be in Love With You (Barbara Mayson Campbell) | chanson de l'album So Much                                     |      |
| 19. | Wishing Well (Jackie Wilson)                                     | chanson de l'album So Much                                     |      |
| 20. | So Much (Jackie Wilson / Dorian Burton / Joseph Dias)            | chanson de l'album So Much                                     |      |
| 21. | It's All A Part of Love (Steve Davis / Ted Murray)               | single de l'album So Much                                      |      |
| 22. | Night (John Lehman / Herb Miller)                                | single de l'album A Woman, A Lover, A Friend                   |      |
| 23. | Doggin' Around (Lena Agree)                                      | single de l'album Jackie Sings The Blues                       |      |
| 24. | She Done Me Wrong (Lena Agree)                                   | chanson de l'album Jackie Sings The Blues                      |      |

| 1.  | Sazzle Dazzle (Paul Tarnopol)                                          |                                                                                |  |
| 2.  | (You Were Made For) All My Love (Jackie Wilson / Billy Myles)          | single de l'album A Woman, A Lover, A Friend                                   |  |
| 3.  | A Woman, A Lover, A Friend (Sidney Wyche)                              | single de l'album A Woman, A Lover, A Friend                                   |  |
| 4.  | Am I the Man (Bob Hamilton / Tom King)                                 | chanson du single Alone at Last ; single de l'album A Woman, A Lover, A Friend |  |
| 5.  | Alone at Last (John Lehman)                                            | single                                                                         |  |
| 6.  | My Empty Arms (Al Kasha)                                               | single de l'album A Woman, A Lover, A Friend                                   |  |
| 7.  | The Tear of the Year (Peter Udell / Gary Geld)                         |                                                                                |  |
| 8.  | Your One and Only Love (Billy Myles)                                   |                                                                                |  |
| 9.  | Please Tell Me Why (Paul Tarnopol)                                     | chanson de l'album Jackie Sings The Blues                                      |  |
| 10. | I'm Comin' on Back to You (Horace Ott / Al Kasha)                      |                                                                                |  |
| 11. | Years from Now (Horace Ott / Alonzo Tucker / R. Adams)                 |                                                                                |  |
| 12. | You Don't Know What It Means (A. Tucker / J. Wilson / M. Levy)         |                                                                                |  |
| 13. | Stormy Weather (Harold Arlen / Ted Koehler)                            |                                                                                |  |
| 14. | Lonely Life (Al Kasha / Truman Thomas)                                 |                                                                                |  |
| 15. | My Heart Belongs to Only You (Frank Daniels / Dorothy Daniels)         |                                                                                |  |
| 16. | The Greatest Hurt (Billy Myles)                                        |                                                                                |  |
| 17. | I Found Love (Alonzo Tucker / Jackie Wilson)                           |                                                                                |  |
| 18. | I Just Can't Help It (Alonzo Tucker / Jackie Wilson)                   |                                                                                |  |
| 19. | Baby Workout (Jackie Wilson / Alonzo Tucker)                           | single de l'album Baby Workout                                                 |  |
| 20. | Shake a Hand (Joe Morris)                                              | en duo avec Linda Hopkins ; single de l'album duo Shake A Hand                 |  |
| 21. | Squeeze Her - Tease Her (But Love Her) (Alonzo Tucker / Jackie Wilson) | chanson de l'album Somethin' Else!                                             |  |
| 22. | I've Got to Get Back (Country Boy) (Alonzo Tucker / Paul Tarnopol)     |                                                                                |  |
| 23. | Silent One                                                             | chanson traditionnel de l'album Merry Christmas From Jackie Wilson             |  |
| 24. | She's All Right (Eddie Singleton)                                      | chanson de l'album Soul Time                                                   |  |

| 1.  | Shake! Shake! Shake! (R. Adams)                                                            | chanson de l'album Baby Workout                |      |
| 2.  | Danny Boy (Frederick Edward Weatherly)                                                     | nouvelle version extraite de l'album Soul Time |      |
| 3.  | No Pity (In the Naked City) (Alonzo Tucker / Jackie Wilson)                                | chanson de l'album Soul Time                   |      |
| 4.  | Think Twice (Charlie Singleton)                                                            |                                                |      |
| 5.  | I Believe (Jimmy Shirl / Irvin Graham / Al Stillman / Ervin Drake)                         |                                                |      |
| 6.  | Whispers (Gettin' Louder) (David Scott / Barbara Acklin)                                   | single de l'album Whispers                     | 2:15 |
| 7.  | I've Lost You (Van McCoy)                                                                  |                                                |      |
| 8.  | Who Am I? (Bert Keyes / Bob Elgin)                                                         | chanson de l'album Whispers                    | 2:55 |
| 9.  | Just Be Sincere (Bernard Reed / Robert Wright)                                             | chanson de l'album Whispers                    | 2:40 |
| 10. | I Don't Want to Lose You (Karl Tarleton / Carl Davis)                                      | chanson de l'album Whispers                    | 2:20 |
| 11. | Stop Lying                                                                                 | chanson de l'album Soul Galore                 | 2:13 |
| 12. | (Your Love Keeps Lifting Me) Higher and Higher (Raynard Miner / Gary Jackson / Carl Smith) | single de l'album Higher and Higher            | 3:00 |
| 13. | Since You Showed Me How to Be Happy (Carl Smith / Gary Jackson / Gerald Sims)              | chanson de l'album I Get The Sweetest Feeling  |      |
| 14. | Open the Door to Your Heart (Darrell Banks)                                                | chanson de l'album Higher and Higher           |      |
| 15. | Chain Gang                                                                                 | reprise d'un titre de Sam Cooke                |      |
| 16. | Even When You Cry (Quincy Jones / Marilyn Bergman)                                         |                                                |      |
| 17. | I Get the Sweetest Feeling (Van McCoy / Alicia Evelyn)                                     | single de I Get The Sweetest Feeling           |      |
| 18. | For Once in My Life (Orlando Murden / Ron Miller)                                          | reprise d'un titre de Stevie Wonder            |      |
| 19. | (I Can Feel Those Vibrations) This Love Is Real (Daniel Moore)                             | single de l'album This Love Is Real            |      |
| 20. | This Love Is Mine (J. Perry)                                                               |                                                |      |
| 21. | You Got Me Walking (Eugene Record)                                                         | chanson de l'album You Got Me Walking          |      |
| 22. | [No More Goodbyes                                                                          |                                                |      |
| 23. | Just Call My Name (James Thompson)                                                         |                                                |      |
| 24. | Don't Burn No Bridges (Romaine Anderson)                                                   | en duo avec The Chi-Lites                      |      |